# 完顏婆盧火
完颜婆卢火（？—1138年），女真族，姓完颜。金朝将领，金安帝完颜跋海五世孙。按出虎水（今阿什河）人。
辽天祚帝天庆四年（1114年）从完颜阿骨打伐辽朝，奉命征迪古乃之兵，失期，被杖责。后来帮助完颜娄室、完颜银术哥攻打黄龙府。奉完颜盈歌之命讨伐直攧里部辞勒罕、辙孛得。渡过苏衮河，招降旁近诸部，至特滕吴水，执杀辙孛得。金太祖收国元年（1115年）破特邻城，降辞勒罕。完颜婆卢火随金太祖完颜阿骨打征讨各部、伐辽有功，授为谋克。天辅元年（1117年），他和迪古乃等人率兵二万，会同咸州都统斡鲁古，迎击辽朝秦晋国王耶律涅里。天辅五年（1121年），为泰州屯田猛安都统。次年，太祖攻打燕京时，完颜婆卢火受命率军为右翼，出兵居庸关，大败辽兵。轻骑追击萧普贤女，抓住辽朝统军察剌、宣徽查剌。金太宗天会十三年（1135年），官至中书门下平章事。金熙宗天眷元年（1138年），驻守乌古迪力恶之地，卒，赠开府仪同三司，谥刚毅。

## 延伸阅读
[在维基数据编辑]
 《金史·卷71》，出自脱脱《遼史》